# Mory Kanté
Mory Kanté (Albadaria, 29 marzo 1950 – Conakry, 22 maggio 2020) è stato un cantante e musicista guineano, suonatore di kora divenuto noto al pubblico internazionale con la canzone Yéké Yéké del 1987, a tutt'oggi singolo africano più venduto al mondo con oltre un milione di copie.

## Biografia e formazione
Nato in Guinea in una delle più note famiglie di musicisti griot, prese il suo nome direttamente dal nonno – Mory Sanda Kamissoko detto "Sanda", leader spirituale – attraverso il rito del battesimo. Era il più giovane di 38 fratelli.
Dopo essere stato educato secondo la tradizione dell’etnia Mandinka, frequentò la scuola francese a Kissidougou dove imparò a suonare il balafon, strumento emblema della famiglia Kanté. Successivamente venne mandato presso uno zio a Bamako – capitale del Mali – all'età di sette anni per essere iniziato alla tradizione griot.
Nel 1971 Mory fu notato da Tidiane Kone, leader della formazione dei Rail Band e, nello stesso anno, entrò a far parte del noto gruppo musicale africano in qualità di chitarrista e balafonista. Successivamente, nel 1973, ne diventò cantante in seguito all'uscita di Salif Keïta. Rimarrà con il gruppo fino al 1978.
Nel frattempo imparò da autodidatta a suonare la kora, strumento indispensabile per completare la sua formazione di griot. Nel 1974 il maestro spirituale Batrou Sekou Kouyate donò a Mory la propria kora che, da quel momento, lo accompagnò in tutti i suoi concerti.
Nel 1975, durante un tour dell'Africa occidentale con i Rail Band, vinse in Nigeria il premio Voix d'Or (voce d'oro). L'inizio della carriera da solista avvenne nel 1981, anno in cui Gerard Chess, dell'etichetta discografica statunitense Ebony Records, produsse il suo primo disco: Courougnegne. Kanté divenne in poco tempo noto in tutta l'Africa occidentale esibendosi con un piccolo gruppo tradizionale, formatosi per accompagnarlo sul palco.

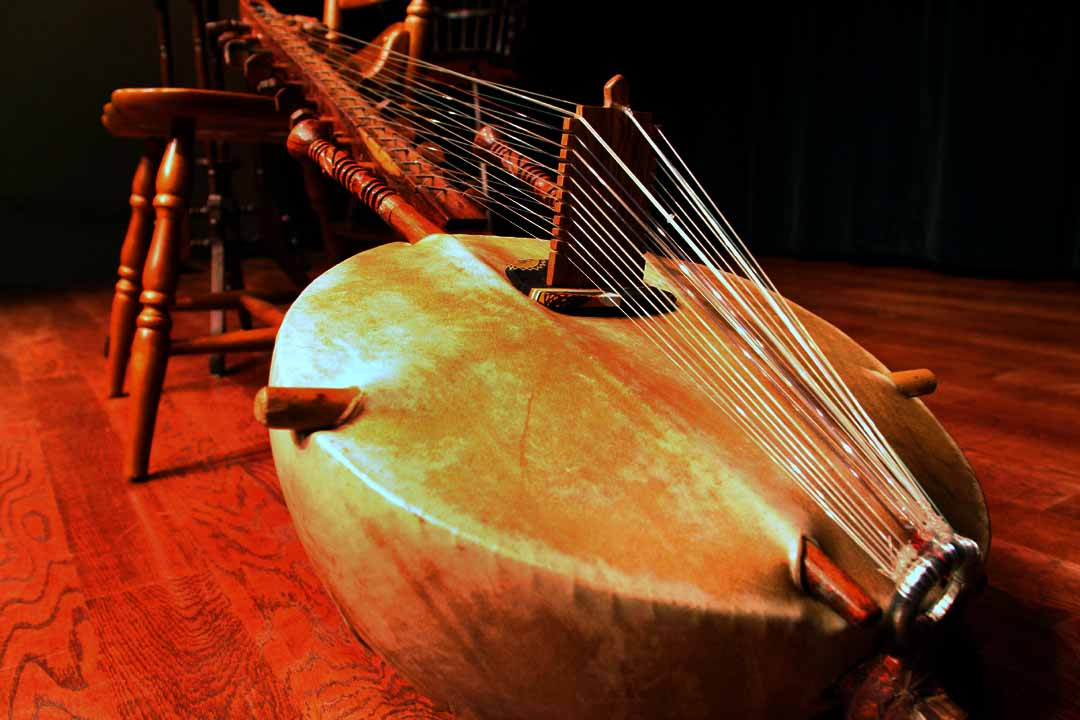
Immagine di una kora, lo strumento che ha reso famoso Mory Kanté

Nel 1984 partì per la Francia, dove – dopo alcune difficoltà iniziali dovute al suo status di immigrato privo di cittadinanza – tenne molti concerti suonando la kora elettrica. Apparve in un ruolo minore nella commedia Black Mic Mac. Il 1987 fu l'anno del successo internazionale: il singolo Yéké Yéké vendette oltre un milione di copie in tutto il mondo mentre il successivo album, Akwaba Beach, oltre mezzo milione. Nel 1988 il nome di Mory entrò al primo posto nella classifica dell'autorevole rivista statunitense di musica Billboard. Nel 1990 – da ex immigrato clandestino quale era – Mory rappresentò la Francia a New York, durante un concerto a Central Park di fronte ad oltre 10.000 spettatori.
Nel 1999 il cantante guineano consolidò la sua fama in Italia, grazie a una collaborazione con l'artista napoletano Enzo Avitabile, da cui furono realizzati due brani.
Gli anni seguenti videro Mory effettuare vari tour in giro per il mondo durante i quali produsse una decina di album ufficiali. Durante questo periodo si adoperò molto per aiutare la musica africana e sviluppare progetti di solidarietà verso le popolazioni più povere. Il 16 ottobre 2001 diventò Ambasciatore per la FAO, l'organizzazione delle Nazioni Unite per l'alimentazione e l'agricoltura.
(M. Kanté)
Dopo la nomina ad ambasciatore Mory partecipò a molti programmi televisivi e trasmissioni radiofoniche per promuovere gli scopi della FAO. Nel 2002 partecipò al World Food Summit (il vertice mondiale sull'alimentazione) e, nel 2003, dedicò alla FAO un concerto ad Helsinki, in Finlandia.
Da tempo malato, è morto il 22 maggio 2020 all'età di 70 anni.

## Premi
- 1976 - Voix d'Or - Parigi
- 1994 - Griot d'Or - Parigi
- 1994 - Prix Kilimandjaro - Parigi
- 2001 - Pan African Broadcast Heritage & Achievement Awards - Africa (nella categoria miglior voce maschile)

## Discografia

### Album studio
- 1981 - Courougnegne
- 1982 - N'Diarabi
- 1984 - A Paris
- 1986 - 10 Kola Nuts
- 1987 - Akwaba Beach
- 1990 - Touma
- 1994 - Nongo Village
- 1996 - Tatebola
- 2001 - Tamala
- 2004 - Sabou

### Raccolte
- 2002 - Mory Kanté "Best of"

### Singoli
- 1987 - Yéké Yéké
- 1988 - Tama
- 1996 - Yéké Yéké (Remix)

### Collaborazioni
- 1999 - O-Issa (con Enzo Avitabile)
- 1999 - Mane e mane (con Enzo Avitabile)

## Curiosità
- Due delle sue canzoni sono state utilizzate dalla Gialappa's Band durante alcune rubriche di Mai Dire Gol. Infatti, per la rubrica "Le ultime parole famose" veniva spesso utilizzata Krougnegne e Bankiero. Da notare anche come entrambe fossero tratte dal disco Touma del 1990.